# Gut Menne

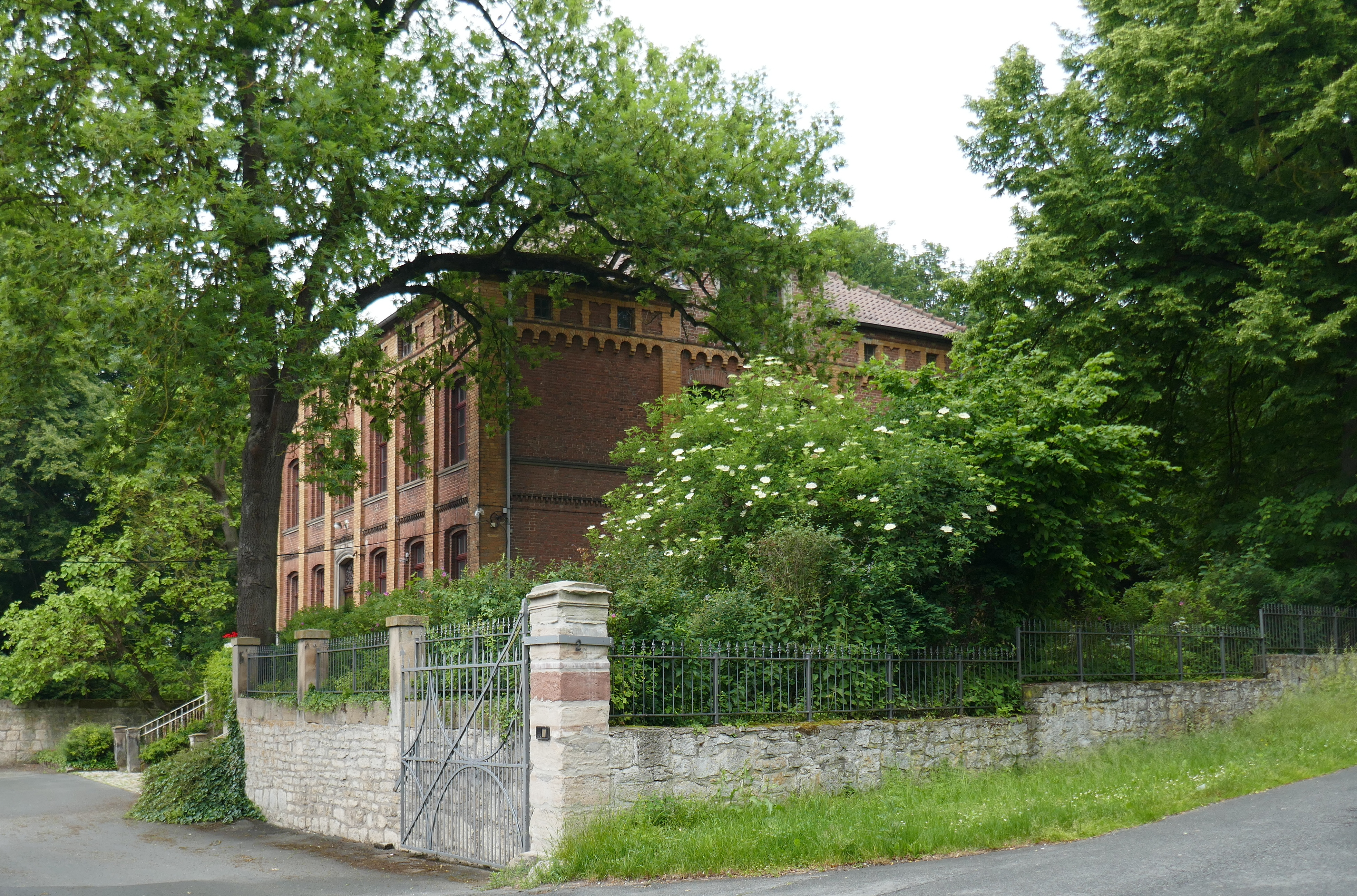
Gutshaus

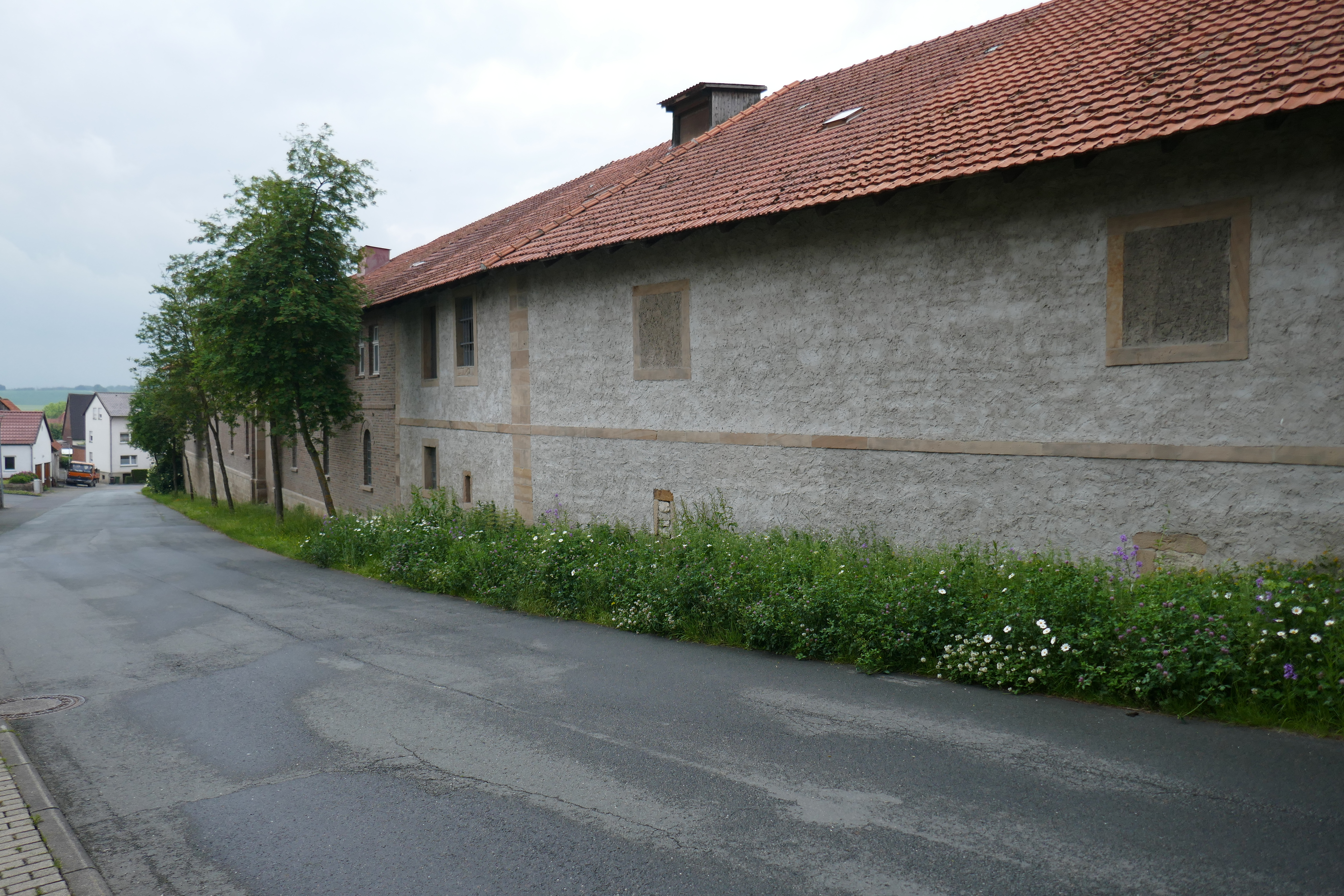
Wirtschaftsgebäude

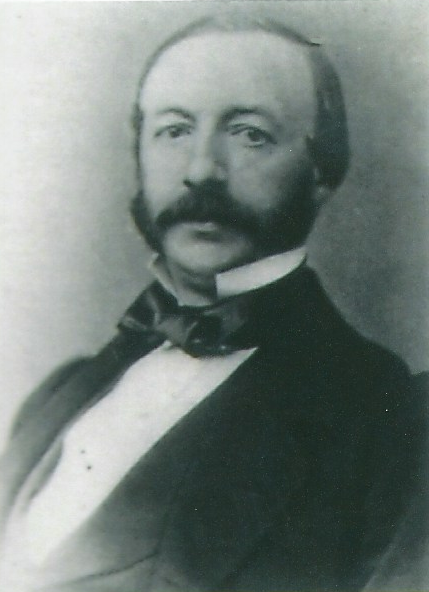
Robert Fischer (1820–1870), Eigentümer und Bauherr von Gut Menne bei Warburg

Gut Menne bezeichnet ein ehemaliges Rittergut in der Parkstraße 2 im Warburger Ortsteil Menne. Die 1855–1861 erbauten Gutsgebäude wurden am 13. Dezember 2001 in die Liste der Baudenkmäler in Warburg eingetragen.

## Geschichte
Das Gut wurde bereits 856 erstmals erwähnt und gehörte möglicherweise der Familie Rabe von Pappenheim. Um 1600 wurde Herbold von Sieghard als „Erbgesessener zu Menne und unter dem Lehns-Obereigenthum“ des Bischofs von Paderborn bezeichnet. Diese Linie starb in Menne aus.
Im letzten Drittel des 17. Jahrhunderts kam das Gut an die Freiherren von Wrede. 1790 bestand es aus „123 Morgen (= 30 ha) Land, einem Herrenhaus, einem großen Oeconomiegebäude und einem Stall mit Scheune“.
Am 5. Mai 1812 erwarb Wilhelm Franz von Hiddessen, Bürgermeister von Stadt und Kanton Warburg unter Jérôme Bonaparte, das Gut mit nun 211 Morgen (= 52 ha) Land. Das Vermögen seines Sohnes und Erben Wilhelm Otto von Hiddessen wurde 1847 zwangsversteigert.
1850 konnte so Robert Fischer (1820–1870), Bruder des Warburger Bürgermeisters Heinrich Fischer, der ein Jahr zuvor Pierrine, geb. Charvin, geheiratet hatte und bis dahin in Paris lebte, das Gut für 20.000 Reichsthaler erwerben. Das Paar bekam zwei Kinder, bevor Pierrine 1853 starb. 1855 bis 1860 ließ Robert alle Gebäude des Gutes erneuern. Es entstanden nach einem einheitlichen Entwurf ein stattliches Herrenhaus mit einem durch zwei langgestreckte Ökonomiegebäude eingefasstem Wirtschaftshof davor. Hinter und seitlich des Herrenhauses wurde ein weitläufiger Park angelegt. Die Fläche des Gutes wurde auf 696 Morgen (= 174 ha) vergrößert. 1862 heiratete Robert Fischer erneut, und zwar seine Großnichte Adelaide Fischer (1843–1890). Nach dem Tode Roberts 1870 erbten seine Nachfahren das Gut, zunächst sein Sohn aus 2. Ehe, Albert Fischer, dann Rudolf Fischer. Heutige Eigentümerin ist Gundel Mithoff-Fischer.

## Architektur
Das um 1860 erbaute und gut erhaltene Herrenhaus des Gutes weist auf französische Vorbilder hin. Es hat einen hohen Sandsteinsockel mit einer vierläufigen Freitreppe davor, die zum mit einem profilierten Sandsteingewände umfassten Haupteingang führt. Die im Übrigen aus Ziegelsteinen errichtete Fassade hat sieben Achsen mit segmentbogigen Fenstern. Sie wird durch zweigeschossige Lisenen aus hellen Ziegeln gegliedert, die oben mit einem Rundbogenfries verbunden sind. Über einem weiteren, niedrigem Mezzaningeschoss befindet sich ein Walmdach, das mit zwei symmetrisch angeordneten Schornsteinen bekrönt ist.
Die bereits 1855 erneuerten, langgestreckten Wirtschaftsgebäude enthalten zum Teil noch ältere Bauteile aus dem 18. Jahrhundert. Der das Herrenhaus an drei Seiten umgebende Landschaftspark enthält alte Bäume und wird durch eine Bruchsteinmauer eingefriedet.